# Nação Imperial
O Grêmio Recreativo Escola de Samba Nação Imperial é uma escola de samba da cidade de Maceió, no estado de Alagoas. Foi fundado em 1996, pelo carnavalesco Neném Cabral. Foi campeã neste mesmo ano. Não desfilou após 2001, sendo extinta.

## Carnavais
| Ano                           | Colocação   | Grupo   | Enredo                                                      |
| ----------------------------- | ----------- | ------- | ----------------------------------------------------------- |
| Não desfilou em 1999          |             |         |                                                             |
| 2000                          | 4º lugar    | Grupo I | De Anjo e Diabo, Todo Mundo Tem um Pouco                    |
| 2001                          | Não oficial | Grupo I | Nordeste... Teu Sangue Vale Ouro... Tua História um Tesouro |
| Não desfilou a partir de 2002 |             |         |                                                             |